# Astrochele
Astrochele is een geslacht van slangsterren uit de familie Gorgonocephalidae.

## Soorten
- Astrochele laevis H.L. Clark, 1911
- Astrochele lymani Verrill, 1878
- Astrochele pacifica Mortensen, 1933